# Marszałkowie Senatu Rzeczypospolitej
Marszałkowie Senatu Rzeczypospolitej – chronologiczna lista marszałków Senatu Rzeczypospolitej Polskiej.

## Przewodniczący Senatu w czasachsejmu walnego
W czasach sejmu walnego, zarówno w Koronie Królestwa Polskiego, jak i w Rzeczypospolitej Obojga Narodów nie było formalnie funkcji marszałka Senatu. Na czele Senatu stali arcybiskupi gnieźnieńscy i prymasi Polski jako najwyżsi senatorowie w państwie. Jednak czterokrotnie pod nieobecność biskupa funkcję przewodniczącego Senatu pełnili senatorowie świeccy. Byli to: Stanisław Warszycki, Adam Mikołaj Sieniawski, Józef Potocki i Antoni Barnaba Jabłonowski.
| #   | Imię i nazwisko                            | Wizerunek                 | Początek sprawowania funkcji | Koniec sprawowania funkcji |
| --- | ------------------------------------------ | ------------------------- | ---------------------------- | -------------------------- |
| 1.  | Mikołaj Dzierzgowski (1490–1559)           |                           | 31 października 1548(dts)    | 12 grudnia 1548(dts)       |
| 1.  | Mikołaj Dzierzgowski (1490–1559)           | 15 maja 1550(dts)         | 26 lipca 1550(dts)           |                            |
| 1.  | Mikołaj Dzierzgowski (1490–1559)           | 2 lutego 1552(dts)        | 11 kwietnia 1552(dts)        |                            |
| 1.  | Mikołaj Dzierzgowski (1490–1559)           | 1 lutego 1553(dts)        | 29 marca 1553(dts)           |                            |
| 1.  | Mikołaj Dzierzgowski (1490–1559)           | 22 kwietnia 1555(dts)     | 15 czerwca 1555(dts)         |                            |
| 1.  | Mikołaj Dzierzgowski (1490–1559)           | 6 grudnia 1556(dts)       | 14 stycznia 1557(dts)        |                            |
| 1.  | Mikołaj Dzierzgowski (1490–1559)           | 5 grudnia 1558(dts)       | 8 lutego 1559(dts)           |                            |
| 2.  | Jakub Uchański (1502–1581)                 |                           | 30 listopada 1562(dts)       | 25 marca 1563(dts)         |
| 2.  | Jakub Uchański (1502–1581)                 | 22 listopada 1563(dts)    | 1 kwietnia 1564(dts)         |                            |
| 2.  | Jakub Uchański (1502–1581)                 | 24 czerwca 1564(dts)      | 2 sierpnia 1564(dts)         |                            |
| 2.  | Jakub Uchański (1502–1581)                 | 1565                      | 14 kwietnia 1565(dts)        |                            |
| 2.  | Jakub Uchański (1502–1581)                 | 10 stycznia 1569(dts)     | 12 sierpnia 1569(dts)        |                            |
| 2.  | Jakub Uchański (1502–1581)                 | 29 kwietnia 1570(dts)     | 11 lipca 1570(dts)           |                            |
| 2.  | Jakub Uchański (1502–1581)                 | 12 marca 1572(dts)        | 28 maja 1572(dts)            |                            |
| 2.  | Jakub Uchański (1502–1581)                 | 5 kwietnia 1573(dts)      | 20 maja 1573(dts)            |                            |
| 2.  | Jakub Uchański (1502–1581)                 | 22 lutego 1574(dts)       | 2 kwietnia 1574(dts)         |                            |
| 2.  | Jakub Uchański (1502–1581)                 | 30 sierpnia 1574(dts)     | 13 września 1574(dts)        |                            |
| 2.  | Jakub Uchański (1502–1581)                 | 13 września 1574(dts)     | 18 września 1574(dts)        |                            |
| 2.  | Jakub Uchański (1502–1581)                 | 7 listopada 1575(dts)     | 15 grudnia 1575(dts)         |                            |
| 2.  | Jakub Uchański (1502–1581)                 | 31 marca 1576(dts)        | 29 maja 1576(dts)            |                            |
| 3.  | Stanisław Karnkowski (1520–1603)           |                           | 22 stycznia 1581(dts)        | 8 marca 1581(dts)          |
| 3.  | Stanisław Karnkowski (1520–1603)           | 4 października 1582(dts)  | 25 listopada 1582(dts)       |                            |
| 3.  | Stanisław Karnkowski (1520–1603)           | 15 stycznia 1585(dts)     | 28 lutego 1585(dts)          |                            |
| 3.  | Stanisław Karnkowski (1520–1603)           | 2 lutego 1587(dts)        | marzec 1587                  |                            |
| 3.  | Stanisław Karnkowski (1520–1603)           | 30 czerwca 1587(dts)      | 19 sierpnia 1587(dts)        |                            |
| 3.  | Stanisław Karnkowski (1520–1603)           | 10 grudnia 1587(dts)      | 20 stycznia 1588(dts)        |                            |
| 3.  | Stanisław Karnkowski (1520–1603)           | 6 marca 1589(dts)         | 23 kwietnia 1589(dts)        |                            |
| 3.  | Stanisław Karnkowski (1520–1603)           | 8 marca 1590(dts)         | 21 kwietnia 1590(dts)        |                            |
| 3.  | Stanisław Karnkowski (1520–1603)           | 2 grudnia 1590(dts)       | 15 stycznia 1591(dts)        |                            |
| 3.  | Stanisław Karnkowski (1520–1603)           | 7 września 1592(dts)      | 19 października 1592(dts)    |                            |
| 3.  | Stanisław Karnkowski (1520–1603)           | 4 maja 1593(dts)          | 15 czerwca 1593(dts)         |                            |
| 3.  | Stanisław Karnkowski (1520–1603)           | 6 lutego 1595(dts)        | 21 marca 1595(dts)           |                            |
| 3.  | Stanisław Karnkowski (1520–1603)           | 26 marca 1596(dts)        | 13 maja 1596(dts)            |                            |
| 3.  | Stanisław Karnkowski (1520–1603)           | 10 lutego 1597(dts)       | 25 marca 1597(dts)           |                            |
| 3.  | Stanisław Karnkowski (1520–1603)           | 8 marca 1598(dts)         | 13 kwietnia 1598(dts)        |                            |
| 3.  | Stanisław Karnkowski (1520–1603)           | 9 lutego 1600(dts)        | 21 marca 1600(dts)           |                            |
| 3.  | Stanisław Karnkowski (1520–1603)           | 7 lutego 1601(dts)        | 13 marca 1601(dts)           |                            |
| 3.  | Stanisław Karnkowski (1520–1603)           | 4 lutego 1603(dts)        | 5 marca 1603(dts)            |                            |
| 4.  | Jan Tarnowski (1550–1605)                  |                           | 20 stycznia 1605(dts)        | 3 marca 1605(dts)          |
| 5.  | Janusz Ostrogski (1554–1620)               |                           | 7 marca 1606(dts)            | 18 kwietnia 1606(dts)      |
| 6.  | Bernard Maciejowski (1548–1608)            |                           | 7 maja 1607(dts)             | 16 czerwca 1607(dts)       |
| 7.  | Wojciech Baranowski (1548–1615)            |                           | 15 stycznia 1609(dts)        | 26 lutego 1609(dts)        |
| 7.  | Wojciech Baranowski (1548–1615)            | 26 września 1611(dts)     | 9 listopada 1611(dts)        |                            |
| 7.  | Wojciech Baranowski (1548–1615)            | 28 lutego 1613(dts)       | 2 kwietnia 1613(dts)         |                            |
| 7.  | Wojciech Baranowski (1548–1615)            | 3 grudnia 1613(dts)       | 24 grudnia 1613(dts)         |                            |
| 7.  | Wojciech Baranowski (1548–1615)            | 12 lutego 1615(dts)       | 27 marca 1615(dts)           |                            |
| 8.  | Wawrzyniec Gembicki (1559–1624)            |                           | 26 kwietnia 1616(dts)        | 7 czerwca 1616(dts)        |
| 8.  | Wawrzyniec Gembicki (1559–1624)            | 13 lutego 1618(dts)       | marzec 1618                  |                            |
| 8.  | Wawrzyniec Gembicki (1559–1624)            | lutego 1619(dts)          | marzec 1619                  |                            |
| 8.  | Wawrzyniec Gembicki (1559–1624)            | 3 listopada 1620(dts)     | 11 grudnia 1620(dts)         |                            |
| 8.  | Wawrzyniec Gembicki (1559–1624)            | 23 sierpnia 1621(dts)     | marzec 1621                  |                            |
| 8.  | Wawrzyniec Gembicki (1559–1624)            | 24 stycznia 1623(dts)     | 5 marca 1623(dts)            |                            |
| 9.  | Henryk Firlej (1574–1626)                  |                           | 11 lutego 1624(dts)          | marzec 1624                |
| 9.  | Henryk Firlej (1574–1626)                  | 7 stycznia 1625(dts)      | marzec 1625                  |                            |
| 9.  | Henryk Firlej (1574–1626)                  | 27 stycznia 1626(dts)     | 10 marca 1626(dts)           |                            |
| 10. | Jan Wężyk (1575–1638)                      |                           | 27 stycznia 1626(dts)        | 10 marca 1626(dts)         |
| 10. | Jan Wężyk (1575–1638)                      | 10 listopada 1626(dts)    | 29 listopada 1626(dts)       |                            |
| 10. | Jan Wężyk (1575–1638)                      | 12 października 1627(dts) | 24 listopada 1627(dts)       |                            |
| 10. | Jan Wężyk (1575–1638)                      | 27 czerwca 1628(dts)      | 18 lipca 1628(dts)           |                            |
| 10. | Jan Wężyk (1575–1638)                      | 9 stycznia 1629(dts)      | 20 lutego 1629(dts)          |                            |
| 10. | Jan Wężyk (1575–1638)                      | 13 listopada 1629(dts)    | 28 listopada 1629(dts)       |                            |
| 10. | Jan Wężyk (1575–1638)                      | 29 stycznia 1631(dts)     | marzec 1631                  |                            |
| 10. | Jan Wężyk (1575–1638)                      | 11 marca 1632(dts)        | 3 kwietnia 1632(dts)         |                            |
| 10. | Jan Wężyk (1575–1638)                      | 22 czerwca 1632(dts)      | 17 lipca 1632(dts)           |                            |
| 10. | Jan Wężyk (1575–1638)                      | 24 września 1632(dts)     | 15 listopada 1632(dts)       |                            |
| 10. | Jan Wężyk (1575–1638)                      | 8 lutego 1633(dts)        | 17 marca 1633(dts)           |                            |
| 10. | Jan Wężyk (1575–1638)                      | 19 lipca 1634(dts)        | 1 sierpnia 1634(dts)         |                            |
| 10. | Jan Wężyk (1575–1638)                      | 31 stycznia 1635(dts)     | 17 marca 1635(dts)           |                            |
| 10. | Jan Wężyk (1575–1638)                      | 21 listopada 1635(dts)    | 9 grudnia 1635(dts)          |                            |
| 10. | Jan Wężyk (1575–1638)                      | 20 stycznia 1637(dts)     | 9 grudnia 1635(dts)          |                            |
| 10. | Jan Wężyk (1575–1638)                      | 3 czerwca 1637(dts)       | 18 czerwca 1637(dts)         |                            |
| 10. | Jan Wężyk (1575–1638)                      | 10 marca 1638(dts)        | 1 maja 1638(dts)             |                            |
| 11. | Jan Lipski (1589–1641)                     |                           | 5 października 1639(dts)     | 16 listopada 1639(dts)     |
| 11. | Jan Lipski (1589–1641)                     | 19 kwietnia 1640(dts)     | 1 czerwca 1640(dts)          |                            |
| 12. | Maciej Łubieński (1572–1652)               |                           | 20 sierpnia 1641(dts)        | 4 października 1641(dts)   |
| 12. | Maciej Łubieński (1572–1652)               | 11 lutego 1642(dts)       | 26 lutego 1642(dts)          |                            |
| 12. | Maciej Łubieński (1572–1652)               | 1 lutego 1643(dts)        | 29 marca 1643(dts)           |                            |
| 12. | Maciej Łubieński (1572–1652)               | 13 lutego 1645(dts)       | 27 marca 1645(dts)           |                            |
| 12. | Maciej Łubieński (1572–1652)               | 25 października 1646(dts) | 7 grudnia 1646(dts)          |                            |
| 12. | Maciej Łubieński (1572–1652)               | 2 maja 1647(dts)          | 27 maja 1647(dts)            |                            |
| 12. | Maciej Łubieński (1572–1652)               | 16 lipca 1648(dts)        | 1 sierpnia 1648(dts)         |                            |
| 12. | Maciej Łubieński (1572–1652)               | 6 października 1648(dts)  | 19 listopada 1648(dts)       |                            |
| 12. | Maciej Łubieński (1572–1652)               | 19 stycznia 1649(dts)     | 14 lutego 1649(dts)          |                            |
| 12. | Maciej Łubieński (1572–1652)               | 22 listopada 1649(dts)    | 13 stycznia 1650(dts)        |                            |
| 12. | Maciej Łubieński (1572–1652)               | 21 listopada 1650(dts)    | 24 grudnia 1650(dts)         |                            |
| 12. | Maciej Łubieński (1572–1652)               | 26 stycznia 1652(dts)     | 11 marca 1652(dts)           |                            |
| 12. | Maciej Łubieński (1572–1652)               | 23 lipca 1652(dts)        | 17 sierpnia 1652(dts)        |                            |
| 13. | Andrzej Leszczyński (1608–1658)            |                           | 24 marca 1653(dts)           | 7 kwietnia 1653(dts)       |
| 13. | Andrzej Leszczyński (1608–1658)            | 11 lutego 1654(dts)       | 28 marca 1654(dts)           |                            |
| 13. | Andrzej Leszczyński (1608–1658)            | 9 czerwca 1654(dts)       | 20 lipca 1654(dts)           |                            |
| 13. | Andrzej Leszczyński (1608–1658)            | 19 maja 1655(dts)         | 20 czerwca 1655(dts)         |                            |
| 14. | Wacław Leszczyński (1605–1666)             |                           | 10 lipca 1658(dts)           | 30 sierpnia 1658(dts)      |
| 14. | Wacław Leszczyński (1605–1666)             | 22 marca 1659(dts)        | 2 maja 1659(dts)             |                            |
| 14. | Wacław Leszczyński (1605–1666)             | 2 maja 1661(dts)          | 18 lipca 1661(dts)           |                            |
| 14. | Wacław Leszczyński (1605–1666)             | 20 lutego 1662(dts)       | 1 maja 1662(dts)             |                            |
| 14. | Wacław Leszczyński (1605–1666)             | 26 listopada 1664(dts)    | 7 stycznia 1665(dts)         |                            |
| 14. | Wacław Leszczyński (1605–1666)             | 12 marca 1665(dts)        | 28 marca 1665(dts)           |                            |
| 14. | Wacław Leszczyński (1605–1666)             | 17 marca 1666(dts)        | 4 maja 1666(dts)             |                            |
| 15. | Mikołaj Jan Prażmowski (1617–1673)         |                           | 17 marca 1666(dts)           | 4 maja 1666(dts)           |
| 15. | Mikołaj Jan Prażmowski (1617–1673)         | 9 listopada 1666(dts)     | 23 grudnia 1666(dts)         |                            |
| 15. | Mikołaj Jan Prażmowski (1617–1673)         | 7 marca 1667(dts)         | 18 kwietnia 1667(dts)        |                            |
| 15. | Mikołaj Jan Prażmowski (1617–1673)         | 24 stycznia 1668(dts)     | 7 marca 1668(dts)            |                            |
| 15. | Mikołaj Jan Prażmowski (1617–1673)         | 27 sierpnia 1668(dts)     | 16 września 1668(dts)        |                            |
| 15. | Mikołaj Jan Prażmowski (1617–1673)         | 5 listopada 1668(dts)     | 6 grudnia 1668(dts)          |                            |
| 15. | Mikołaj Jan Prażmowski (1617–1673)         | 2 maja 1669(dts)          | 19 czerwca 1669(dts)         |                            |
| 15. | Mikołaj Jan Prażmowski (1617–1673)         | 1 października 1669(dts)  | 12 listopada 1669(dts)       |                            |
| 15. | Mikołaj Jan Prażmowski (1617–1673)         | 5 marca 1670(dts)         | 26 marca 1670(dts)           |                            |
| 15. | Mikołaj Jan Prażmowski (1617–1673)         | 9 września 1670(dts)      | 31 października 1670(dts)    |                            |
| 15. | Mikołaj Jan Prażmowski (1617–1673)         | 26 stycznia 1672(dts)     | 14 marca 1672(dts)           |                            |
| 15. | Mikołaj Jan Prażmowski (1617–1673)         | 18 maja 1672(dts)         | 30 czerwca 1672(dts)         |                            |
| 15. | Mikołaj Jan Prażmowski (1617–1673)         | 4 stycznia 1673(dts)      | 8 kwietnia 1673(dts)         |                            |
| 16. | Kazimierz Florian Czartoryski (1620–1674)  |                           | 4 stycznia 1673(dts)         | 8 kwietnia 1673(dts)       |
| 16. | Kazimierz Florian Czartoryski (1620–1674)  | 15 stycznia 1674(dts)     | 22 lutego 1674(dts)          |                            |
| 16. | Kazimierz Florian Czartoryski (1620–1674)  | 20 kwietnia 1674(dts)     | 9 czerwca 1674(dts)          |                            |
| 17. | Andrzej Olszowski (1621–1677)              |                           | 20 kwietnia 1674(dts)        | 9 czerwca 1674(dts)        |
| 17. | Andrzej Olszowski (1621–1677)              | 2 lutego 1676(dts)        | 14 marca 1676(dts)           |                            |
| 17. | Andrzej Olszowski (1621–1677)              | 14 stycznia 1677(dts)     | 26 kwietnia 1677(dts)        |                            |
| 18. | Stanisław Warszycki (1599–1681)            |                           | 15 grudnia 1678(dts)         | 4 kwietnia 1679(dts)       |
| 19. | Jan Stefan Wydżga (1610–1685)              |                           | 10 stycznia 1681(dts)        | 21 maja 1681(dts)          |
| 19. | Jan Stefan Wydżga (1610–1685)              | 27 stycznia 1683(dts)     | 10 marca 1683(dts)           |                            |
| 19. | Jan Stefan Wydżga (1610–1685)              | 16 lutego 1685(dts)       | 31 maja 1685(dts)            |                            |
| 20. | Michał Stefan Radziejowski (1645–1705)     |                           | 27 stycznia 1688(dts)        | 5 marca 1688(dts)          |
| 20. | Michał Stefan Radziejowski (1645–1705)     | 17 listopada 1688(dts)    | 1 kwietnia 1689(dts)         |                            |
| 20. | Michał Stefan Radziejowski (1645–1705)     | 16 stycznia 1690(dts)     | 6 maja 1690(dts)             |                            |
| 20. | Michał Stefan Radziejowski (1645–1705)     | 9 stycznia 1693(dts)      | 11 lutego 1693(dts)          |                            |
| 20. | Michał Stefan Radziejowski (1645–1705)     | 22 grudnia 1693(dts)      | 22 grudnia 1693(dts)         |                            |
| 20. | Michał Stefan Radziejowski (1645–1705)     | 12 stycznia 1695(dts)     | 24 marca 1695(dts)           |                            |
| 20. | Michał Stefan Radziejowski (1645–1705)     | 29 sierpnia 1696(dts)     | 28 września 1696(dts)        |                            |
| 20. | Michał Stefan Radziejowski (1645–1705)     | 15 maja 1697(dts)         | 28 czerwca 1697(dts)         |                            |
| 20. | Michał Stefan Radziejowski (1645–1705)     | 17 września 1697(dts)     | 1 października 1697(dts)     |                            |
| 20. | Michał Stefan Radziejowski (1645–1705)     | 16 kwietnia 1698(dts)     | 28 kwietnia 1698(dts)        |                            |
| 20. | Michał Stefan Radziejowski (1645–1705)     | 16 czerwca 1699(dts)      | 30 lipca 1699(dts)           |                            |
| 20. | Michał Stefan Radziejowski (1645–1705)     | 22 grudnia 1701(dts)      | 6 lutego 1702(dts)           |                            |
| 20. | Michał Stefan Radziejowski (1645–1705)     | 11 czerwca 1703(dts)      | 19 lipca 1703(dts)           |                            |
| 21. | Stanisław Szembek (1650–1721)              |                           | 4 lutego 1710(dts)           | kwiecień 1710              |
| 21. | Stanisław Szembek (1650–1721)              | 5 kwietnia 1712(dts)      | 19 kwietnia 1712(dts)        |                            |
| 21. | Stanisław Szembek (1650–1721)              | 31 grudnia 1712(dts)      | 21 lutego 1713(dts)          |                            |
| 21. | Stanisław Szembek (1650–1721)              | 1 lutego 1717(dts)        | 1 lutego 1717(dts)           |                            |
| 21. | Stanisław Szembek (1650–1721)              | 3 października 1718(dts)  | 14 listopada 1718(dts)       |                            |
| 21. | Stanisław Szembek (1650–1721)              | 30 grudnia 1719(dts)      | 22 lutego 1720(dts)          |                            |
| 21. | Stanisław Szembek (1650–1721)              | 30 września 1720(dts)     | 11 listopada 1720(dts)       |                            |
| 22. | Adam Mikołaj Sieniawski (1666–1726)        |                           | 5 października 1722(dts)     | 16 listopada 1722(dts)     |
| 23. | Teodor Andrzej Potocki (1664–1738)         |                           | 2 października 1724(dts)     | 13 listopada 1724(dts)     |
| 23. | Teodor Andrzej Potocki (1664–1738)         | 28 września 1726(dts)     | 9 listopada 1726(dts)        |                            |
| 23. | Teodor Andrzej Potocki (1664–1738)         | 22 sierpnia 1729(dts)     | 25 sierpnia 1729(dts)        |                            |
| 23. | Teodor Andrzej Potocki (1664–1738)         | 2 października 1730(dts)  | 14 października 1730(dts)    |                            |
| 23. | Teodor Andrzej Potocki (1664–1738)         | 26 stycznia 1733(dts)     | 2 lutego 1733(dts)           |                            |
| 23. | Teodor Andrzej Potocki (1664–1738)         | 27 kwietnia 1733(dts)     | 23 maja 1733(dts)            |                            |
| 23. | Teodor Andrzej Potocki (1664–1738)         | 25 sierpnia 1733(dts)     | 28 września 1733(dts)        |                            |
| 23. | Teodor Andrzej Potocki (1664–1738)         | 27 września 1735(dts)     | 8 listopada 1735(dts)        |                            |
| 23. | Teodor Andrzej Potocki (1664–1738)         | 25 czerwca 1736(dts)      | 9 lipca 1736(dts)            |                            |
| 23. | Teodor Andrzej Potocki (1664–1738)         | 6 października 1738(dts)  | 17 listopada 1738(dts)       |                            |
| 24. | Krzysztof Antoni Szembek (1667–1748)       |                           | 6 października 1738(dts)     | 17 listopada 1738(dts)     |
| 24. | Krzysztof Antoni Szembek (1667–1748)       | 3 października 1740(dts)  | 13 listopada 1740(dts)       |                            |
| 24. | Krzysztof Antoni Szembek (1667–1748)       | 5 października 1744(dts)  | 19 listopada 1744(dts)       |                            |
| 24. | Krzysztof Antoni Szembek (1667–1748)       | 3 października 1746(dts)  | 14 listopada 1746(dts)       |                            |
| 25. | Józef Potocki (1673–1751)                  |                           | 30 września 1748(dts)        | 9 listopada 1748(dts)      |
| 26. | Adam Ignacy Komorowski (1699–1759)         |                           | 4 sierpnia 1750(dts)         | 18 sierpnia 1750(dts)      |
| 26. | Adam Ignacy Komorowski (1699–1759)         | 2 października 1752(dts)  | 26 października 1752(dts)    |                            |
| 26. | Adam Ignacy Komorowski (1699–1759)         | 30 września 1754(dts)     | 31 października 1754(dts)    |                            |
| 26. | Adam Ignacy Komorowski (1699–1759)         | 2 października 1758(dts)  | 11 października 1758(dts)    |                            |
| 27. | Władysław Aleksander Łubieński (1703–1767) |                           | 6 października 1760(dts)     | 13 października 1760(dts)  |
| 27. | Władysław Aleksander Łubieński (1703–1767) | 27 kwietnia 1761(dts)     | 2 maja 1761(dts)             |                            |
| 27. | Władysław Aleksander Łubieński (1703–1767) | 4 października 1762(dts)  | 7 października 1762(dts)     |                            |
| 27. | Władysław Aleksander Łubieński (1703–1767) | 7 maja 1764(dts)          | 23 czerwca 1764(dts)         |                            |
| 27. | Władysław Aleksander Łubieński (1703–1767) | 27 sierpnia 1764(dts)     | 8 września 1764(dts)         |                            |
| 27. | Władysław Aleksander Łubieński (1703–1767) | 3 grudnia 1764(dts)       | 20 grudnia 1764(dts)         |                            |
| 27. | Władysław Aleksander Łubieński (1703–1767) | 6 października 1766(dts)  | 29 listopada 1766(dts)       |                            |
| 28. | Gabriel Podoski (1719–1777)                |                           | 5 października 1767(dts)     | 5 marca 1768(dts)          |
| 28. | Gabriel Podoski (1719–1777)                | 19 kwietnia 1773(dts)     | 11 kwietnia 1775(dts)        |                            |
| 28. | Gabriel Podoski (1719–1777)                | 26 sierpnia 1776(dts)     | 31 października 1776(dts)    |                            |
| 29. | Antoni Kazimierz Ostrowski (1713–1784)     |                           | 5 października 1778(dts)     | 14 listopada 1778(dts)     |
| 29. | Antoni Kazimierz Ostrowski (1713–1784)     | 2 października 1780(dts)  | 11 listopada 1780(dts)       |                            |
| 29. | Antoni Kazimierz Ostrowski (1713–1784)     | 30 września 1782(dts)     | 9 listopada 1782(dts)        |                            |
| 30. | Antoni Barnaba Jabłonowski (1732–1799)     |                           | 4 października 1784(dts)     | 13 listopada 1784(dts)     |
| 31. | Michał Jerzy Poniatowski (1736–1794)       |                           | 2 października 1786(dts)     | 13 listopada 1786(dts)     |
| 31. | Michał Jerzy Poniatowski (1736–1794)       | 6 października 1788(dts)  | 29 maja 1792(dts)            |                            |
| 31. | Michał Jerzy Poniatowski (1736–1794)       | 21 czerwca 1793(dts)      | 23 listopada 1793(dts)       |                            |

## Prezesi Senatu Księstwa Warszawskiego
| #  | Imię i nazwisko                      | Wizerunek | Początek sprawowania funkcji | Koniec sprawowania funkcji |
| -- | ------------------------------------ | --------- | ---------------------------- | -------------------------- |
| 1. | Stanisław Małachowski (1736–1809)    |           | 21 grudnia 1807(dts)         | 29 grudnia 1809(dts)       |
| 2. | Ludwik Szymon Gutakowski (1738–1811) |           | 9 marca 1810(dts)            | 9 grudnia 1811(dts)        |
| 3. | Tomasz Adam Ostrowski (1735–1817)    |           | 9 grudnia 1811(dts)          | 30 kwietnia 1815(dts)      |

## Prezesi Senatu Królestwa Polskiego
| #  | Imię i nazwisko                       | Wizerunek | Początek sprawowania funkcji | Koniec sprawowania funkcji |
| -- | ------------------------------------- | --------- | ---------------------------- | -------------------------- |
| 1. | Tomasz Adam Ostrowski (1735–1817)     |           | 1815                         | 5 lutego 1817(dts)         |
| 2. | Stanisław Kostka Potocki (1755–1821)  |           | 31 lipca 1818(dts)           | 14 września 1821(dts)      |
| 3. | Stanisław Kostka Zamoyski (1775–1856) |           | 29 stycznia 1822(dts)        | 20 lipca 1831(dts)         |

## Prezesi Senatu Królestwa Polskiego w czasie powstania listopadowego
| #  | Imię i nazwisko                        | Wizerunek             | Początek sprawowania funkcji | Koniec sprawowania funkcji |
| -- | -------------------------------------- | --------------------- | ---------------------------- | -------------------------- |
| 1. | Adam Jerzy Czartoryski (1770–1861)     |                       | 18 grudnia 1830(dts)         | 30 stycznia 1831(dts)      |
| 2. | Ignacy Miączyński (1767–1840)          |                       | 30 stycznia 1831(dts)        | 26 lutego 1831(dts)        |
| 2. | Ignacy Miączyński (1767–1840)          | 18 kwietnia 1831(dts) | 20 czerwca 1831(dts)         |                            |
| 3. | Franciszek Salezy Nakwaski (1771–1848) |                       | 27 lutego 1831(dts)          | 14 kwietnia 1831(dts)      |
| 4. | Maciej Wodziński (1782–1848)           |                       | 21 czerwca 1831(dts)         | 21 czerwca 1831(dts)       |
| 4. | Maciej Wodziński (1782–1848)           | 16 lipca 1831(dts)    | 16 lipca 1831(dts)           |                            |
| 4. | Maciej Wodziński (1782–1848)           | 23 lipca 1831(dts)    | 8 sierpnia 1831(dts)         |                            |
| 4. | Maciej Wodziński (1782–1848)           | 11 września 1831(dts) | 19 września 1831(dts)        |                            |
| 5. | Antoni Gliszczyński (1766–1835)        |                       | 25 czerwca 1831(dts)         | 2 lipca 1831(dts)          |
| 5. | Antoni Gliszczyński (1766–1835)        | 9 lipca 1831(dts)     | 9 lipca 1831(dts)            |                            |
| 6. | Michał Kochanowski (1757–1832)         |                       | 4 lipca 1831(dts)            | 7 lipca 1831(dts)          |
| 6. | Michał Kochanowski (1757–1832)         | 15 lipca 1831(dts)    | 15 lipca 1831(dts)           |                            |
| 6. | Michał Kochanowski (1757–1832)         | 18 lipca 1831(dts)    | 20 lipca 1831(dts)           |                            |
| 6. | Michał Kochanowski (1757–1832)         | 9 sierpnia 1831(dts)  | 11 sierpnia 1831(dts)        |                            |
| 7. | Michał Gedeon Radziwiłł (1778–1850)    |                       | 13 sierpnia 1831(dts)        | 7 września 1831(dts)       |
| 8. | Antoni Jan Ostrowski (1782–1845)       |                       | 23 września 1831(dts)        | 23 września 1831(dts)      |

## Marszałkowie Senatu w II Rzeczypospolitej
| #  | Imię i nazwisko                   | Wizerunek | Początek sprawowania funkcji | Koniec sprawowania funkcji | Organizacja polityczna                    | Kadencja     |
| -- | --------------------------------- | --------- | ---------------------------- | -------------------------- | ----------------------------------------- | ------------ |
| 1. | Wojciech Trąmpczyński (1860–1953) |           | 28 listopada 1922            | 26 marca 1928              | Chrześcijański Związek Jedności Narodowej | I kadencja   |
| 2. | Julian Szymański (1870–1958)      |           | 27 marca 1928                | 8 grudnia 1930             | Bezpartyjny Blok Współpracy z Rządem      | II kadencja  |
| 3. | Władysław Raczkiewicz (1885–1947) |           | 9 grudnia 1930               | 3 października 1935        | Bezpartyjny Blok Współpracy z Rządem      | III kadencja |
| 4. | Aleksander Prystor (1874–1941)    |           | 4 października 1935          | 27 listopada 1938          | Obóz Zjednoczenia Narodowego              | IV kadencja  |
| 5. | Bogusław Miedziński (1891–1972)   |           | 28 listopada 1938            | 2 listopada 1939           | Obóz Zjednoczenia Narodowego              | V kadencja   |

## Marszałkowie Senatu w III Rzeczypospolitej
Po głosowaniu ludowym w 1946 zadecydowano o zniesieniu Senatu. Został on przywrócony w 1989 na podstawie umów okrągłostołowych.
| Lp. | Marszałek Senatu                     | Zdjęcie               | Od                        | Do                        | Klub                                                 | Komitet wyborczy                                     | Kadencja     |
| --- | ------------------------------------ | --------------------- | ------------------------- | ------------------------- | ---------------------------------------------------- | ---------------------------------------------------- | ------------ |
| 1.  | Andrzej Stelmachowski (1925–2009)    |                       | 4 lipca 1989(dts)         | 25 listopada 1991(dts)    | Obywatelski Klub Parlamentarny                       | Komitet Obywatelski „Solidarność”                    | I kadencja   |
| 2.  | August Chełkowski (1927–1999)        |                       | 26 listopada 1991(dts)    | 14 października 1993(dts) | Niezależny Samorządny Związek Zawodowy „Solidarność” | Niezależny Samorządny Związek Zawodowy „Solidarność” | II kadencja  |
| 3.  | Adam Struzik (ur. 1957)              |                       | 15 października 1993(dts) | 20 października 1997(dts) | Polskie Stronnictwo Ludowe                           | Polskie Stronnictwo Ludowe                           | III kadencja |
| 4.  | Alicja Grześkowiak (ur. 1941)        |                       | 21 października 1997(dts) | 18 października 2001(dts) | Akcja Wyborcza Solidarność                           | Akcja Wyborcza Solidarność                           | IV kadencja  |
| 5.  | Longin Pastusiak (1935–2025)         |                       | 20 października 2001(dts) | 18 października 2005(dts) | Sojusz Lewicy Demokratycznej – Unia Pracy            | KKW Sojusz Lewicy Demokratycznej – Unia Pracy        | V kadencja   |
| 6.  | Bogdan Borusewicz (ur. 1949)         |                       | 20 października 2005(dts) | 4 listopada 2007(dts)     | Platforma Obywatelska (od 11 VI 2011)                | KWW Bogdana Borusewicza                              | VI kadencja  |
| 6.  | Bogdan Borusewicz (ur. 1949)         | 5 listopada 2007(dts) | 7 listopada 2011(dts)     | Platforma Obywatelska RP  | Platforma Obywatelska (od 11 VI 2011)                | VII kadencja                                         |              |
|     | Bogdan Borusewicz (ur. 1949)         | 8 listopada 2011(dts) | 11 listopada 2015(dts)    | Platforma Obywatelska RP  | Platforma Obywatelska (od 11 VI 2011)                | VIII kadencja                                        |              |
| 7.  | Stanisław Karczewski (ur. 1955)      |                       | 12 listopada 2015(dts)    | 11 listopada 2019         | Prawo i Sprawiedliwość                               | Prawo i Sprawiedliwość                               | IX kadencja  |
| 8.  | Tomasz Grodzki (ur. 1958)            |                       | 12 listopada 2019(dts)    | 12 listopada 2023(dts)    | Koalicja Obywatelska                                 | KKW Koalicja Obywatelska PO.N iPL Zieloni            | X kadencja   |
| 9.  | Małgorzata Kidawa-Błońska (ur. 1957) |                       | 13 listopada 2023(dts)    | pełni funkcję             | Koalicja Obywatelska                                 | KKW Koalicja Obywatelska PO.N iPL Zieloni            | XI kadencja  |

## Żyjący byli marszałkowie Senatu
1. Alicja Grześkowiak (ur. 1941)
2. Bogdan Borusewicz (ur. 1949), senator XI kadencji z ramienia KO (PO)
3. Stanisław Karczewski (ur. 1955), senator XI kadencji z ramienia PiS
4. Adam Struzik (ur. 1957), marszałek województwa mazowieckiego, przewodniczący klubu radnych PSL w Sejmiku Województwa Mazowieckiego oraz wiceprezes PSL
5. Tomasz Grodzki (ur. 1958), senator XI kadencji z ramienia KO (PO)